# François Isaac de Rivaz

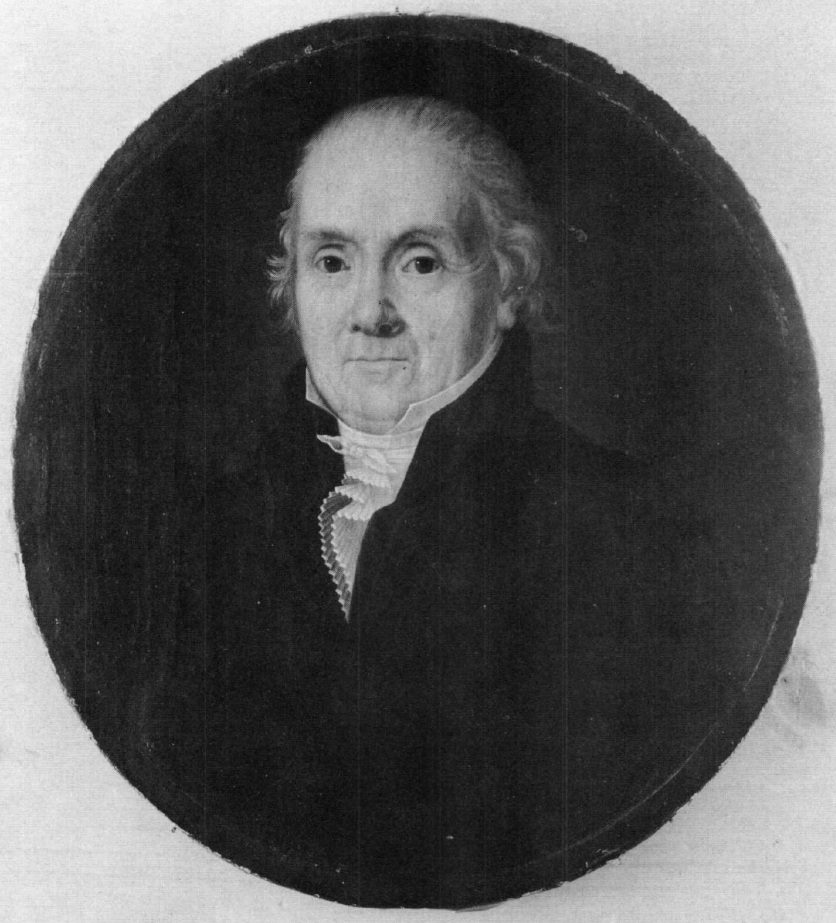
Portret Isaaca de Rivaza

François Isaac de Rivaz (ur. 19 grudnia 1752 w Paryżu, zm. 30 lipca 1828 w Sion w Szwajcarii) – szwajcarski wynalazca, twórca pierwszego działającego silnika spalinowego dwusuwowego.
Rivaza zainspirował idea silnika, zaproponowana przez Holendra Christiaana Huygensa, który jednak swojego pomysłu nie zrealizował oraz pomysł Philippe Lebona, który opracował tłok poruszany przez energię spalanego gazu. Silnik Rivaza zasilany był mieszanką wodoru i tlenu, opracowany został w 1806 roku. Konstrukcja nie była trwała, gdyż nie był wówczas dostępny materiał, w którym można byłoby prowadzić reakcję spalania. W rok później Rivaz skonstruował jednak pojazd napędzany swoim silnikiem i rozwijał go aż do wersji finalnej z 1813 roku.